# أندريه هاستينغز
أندريه هاستينغز (بالإنجليزية: Andre Hastings)‏ هو لاعب كرة قدم أمريكية أمريكي، ولد في 7 نوفمبر 1971 في أتلانتا في الولايات المتحدة.

## وصلات خارجية
- أندريه هاستينغز على موقع مرجع كرة القدم المحترفة.كوم (الإنجليزية)